# フラッタータンギング
フラッタータンギング（英: Flutter-tonguing）、フラッターツンゲ（独: Flatterzunge）とは、舌の細かい動きにより音を震わせる、管楽器の特殊奏法である。近現代のクラシック音楽作品やジャズで用いられる。ドイツの作曲家リヒャルト・シュトラウスがフルートの特殊奏法として考案し、他の木管楽器、金管楽器に応用した。このため、クラシック音楽においては、ドイツ語による表記が一般的である。省略した形で「フラッター奏法」、「フラッター」と呼ばれる場合もある。

## 奏法
奏者は息を吹きながら、歯茎ふるえ音 [r] の舌先の振動を"r-r-r-r-r-r "と行う。実際は、音の出だしを明確にするために通常のタンギングを行うので "t-r-r-r-r-r "のようになる。

## 指示の方法
音符の符尾にトレモロのような斜線を入れるか、"Flatterzunge" 、もしくは省略形の"flz. "、"flt. "、"FL "と表記する。両者を併用する場合もある。イベールのフルート協奏曲では"rrr..."と表記されているが、これは一般的ではない。デュティユーはフランス人の作曲家であり楽譜の指定はフランス語で行っているが、フラッターツンゲはドイツ語のまま"Flatterzunge"と表記している（『メタボール』など）。

## 使用方法
持続音のほか、早い動きのパッセージや、旋律にも用いられる。最も早い著名な使用例はチャイコフスキーがフルート奏者のアレクサンドル・ヒミチェンコ（Александр Химиченко）から教わり、バレエ音楽『くるみ割り人形』の第11曲「情景」で3本のフルートの演奏に用いている（指示は”Frullate”となっている）。
リヒャルト・シュトラウスの交響詩『ドン・キホーテ』における羊の群れの表現や、オネゲルの交響的運動『パシフィック231』や『交響曲第3番』での使用例は、この奏法の持つ雑音的な効果を利用している。ミヨーのバレエ音楽『世界の創造』では、フルートがフラッタータンギングを伴って旋律を奏でる。